# Abuta panurensis
Abuta panurensis là một loài thực vật có hoa trong họ Biển bức cát. Loài này được Eichler mô tả khoa học đầu tiên năm 1864.